# 埃莱西讷
埃莱西讷（法語：Hélécine，發音：[elesin]，發音：[ˈɦɛilɪsəm]）是比利时瓦隆大区瓦隆布拉班特省的一个市镇，位于瓦隆布拉班特、弗拉芒布拉班特、列日三省交界处，通行法语，是比利时法语社群的一部分，面积16.62平方千米，人口3,479人（2018年1月1日）。